# Dalkarlsberg
Dalkarlsberg ist ein Ort (småort) in der schwedischen Provinz Örebro län und der historischen Provinz (landskap) Västmanland.
Der Ort liegt etwa fünfzehn Kilometer südwestlich vom Hauptort Nora der gleichnamigen Gemeinde Nora Nora entfernt. Durch die ehemalige Bergbausiedlung (Eisenerz) führte die Bahnstrecke Striberg–Degerfors der ehemaligen Vikern–Möckelns Järnväg. Sie ist heute stillgelegt und abgebaut. Am Ort führt der Länsväg 243 (Provinzstraße) vorbei.

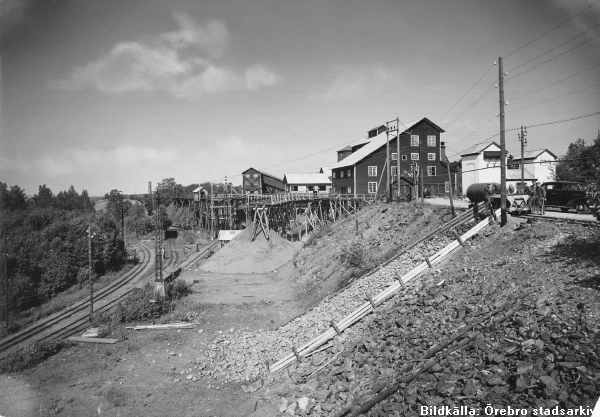
Grube (1939)